# سونغتسين غامبو
سونغتسين غامبو (بTibetan: སྲོང་བཙན་སྒམ་པོ, نفحرة وايلي: srong btsan sgam po
, 569–649?/605–649?) هو مؤسس امبراطورية التبت ويعود له الفضل في إدخال الديانة البوذية إلى التبت، بتأثير من ملكاته النيباليات والصينيات، فضلاً عن كونه الموحد لممالك التبت العديدة السابقة. كما أنه المسؤول عن إنشاء أبجدية التبت وتأسيس التبتية الكلاسيكية وهي اللغة المحكية في المنطقة في ذلك الوقت وهي اللغة الأدبية كذلك.
أمه هي الملكة «دريزا توكارما». تاريخ ميلاده وتاريخ جلوسه على العرش ليسا معروفين تحديداً. في الحسابات التبتية، من المسلم به أنه ولد سنة الثور حسب التقويم التبتي وهذا يعني أن ذلك كان في أحد التواريخ التالية: 557، 569، 581، 583، 605، 617. يعتقد بأنه اعتلى العرش في سن الثالثة عشرة من خلال هذا الحساب.

## وصلات خارجية
- http://www.asianart.com/articles/jaya/kings.html A list of Licchavi kings and their attributed dates, from: "A Kushan-period Sculpture from the reign of Jaya Varma-, A.D. 184/185. Kathmandu, Nepal." Kashinath Tamot and Ian Alsop. See: http://www.asianart.com/articles/jaya/index01_12.html